# Ardia (cortometraje)
Ardia es un cortometraje fantástico escrito y dirigido por Karlos Alastruey.

## Argumento
Un joven tiene una forma poco convencional de interactuar con la realidad y es internado. Una oveja queda coja y es enviada al matadero.

## Ficha artística
- Santiago Lahuerta (Juan Ardia)
- Marta Uxan Saña (Madre)
- Javier Baigorri (Médico)
- Leire Iriarte (compañera de clase)
- Unai Sagues (Juan Ardia niño)

## Comentarios
"Ardia" es un cortometraje dramático con numerosos elementos surrealistas.

## Premios y candidaturas
Canada International Film Festival
| Año  | Categoría                   | Resultado |
| ---- | --------------------------- | --------- |
| 2008 | Mejor película experimental | Ganadora  |

Tokyo International Video Festival
| Año  | Categoría      | Resultado |
| ---- | -------------- | --------- |
| 2008 | Selected award | Ganadora  |

Festival of Nations, Austria
| Año  | Categoría   | Resultado |
| ---- | ----------- | --------- |
| 2008 | Silver Bear | Ganadora  |

- Datos: Q16488693